# Sochchora dotina
Sochchora dotina là một loài bướm đêm thuộc họ Pterophoridae. Nó được tìm thấy ở Brasil và Panama.
Sải cánh dài khoảng 14 mm. Con trưởng thành bay vào tháng 11.